# Expedição 25
Expedição 25 foi a vigésima quinta expedição de longa duração à Estação Espacial Internacional. A missão foi realizada entre 25 de setembro e 26 de novembro de 2010 e contou com seis astronautas, três russos e três norte-americanos.

## Tripulação
| Posição             | Primeira parte (Setembro de 2010) | Segunda parte (Outubro até novembro de 2010) |
| ------------------- | --------------------------------- | -------------------------------------------- |
| Comandante          | Douglas Wheelock                  | Douglas Wheelock                             |
| Engenheira de voo 1 | Shannon Walker                    | Shannon Walker                               |
| Engenheiro de voo 2 | Fyodor Yurchikhin                 | Fyodor Yurchikhin                            |
| Engenheiro de voo 3 |                                   | Scott Kelly                                  |
| Engenheiro de voo 4 |                                   | Alexander Kaleri                             |
| Engenheiro de voo 5 |                                   | Oleg Skripochka                              |

## Missão
Durante a Expedição, a Estação recebeu a visita da nave não-tripulada Progress M-08M, que acoplou com a ISS em 30 de outubro, levando 2,5 toneladas de mantimentos e equipamentos para a tripulação. Um problema durante a aproximação para a acoplagem automática da nave forçou os astronautas a intervirem manualmente. A partir de 194m de distância, o cosmonauta Alexander Kaleri, de dentro do módulo Zvezda, trabalhou manualmente com um joystick e um monitor de televisão para levar a espaçonave de carga a uma acoplagem segura com a estação.
Os cosmonautas russos Yurchikhin e Skripochka realizaram uma caminhada espacial de mais de seis horas de duração em 15 de novembro, durante a qual instalaram uma estação de trabalho portátil multiúso no exterior do módulo Zvezda e escoras entre os módulos Zvezda e Poisk. Também realizaram uma experiência chamada "Test", que teve como objetivo verificar a existência de micro organismos ou de contaminação sob o isolamento do segmento russo na ISS. Eles também removeram uma câmera de televisão do exterior do módulo Rassvet para conserto, mas não puderam instalá-la de volta por causa de interferências no isolamento do local onde ela se encontrava.
Entre os 41 experimentos científicos realizados, alguns dos mais notáveis incluíram o estudo dos efeitos de microbactérias e fungos em materiais estruturais usados na construção da ISS, a medição de raios gama e radiação ótica durante a ocorrência de raios na atmosfera terrestre, e um teste para a medição do conteúdo de metano e dióxido de carbono na atmosfera.
A missão encerrou-se em 26 de novembro de 2010, após a desacoplagem e aterrissagem da Soyuz TMA-19 nas estepes do Casaquistão.

## Galeria

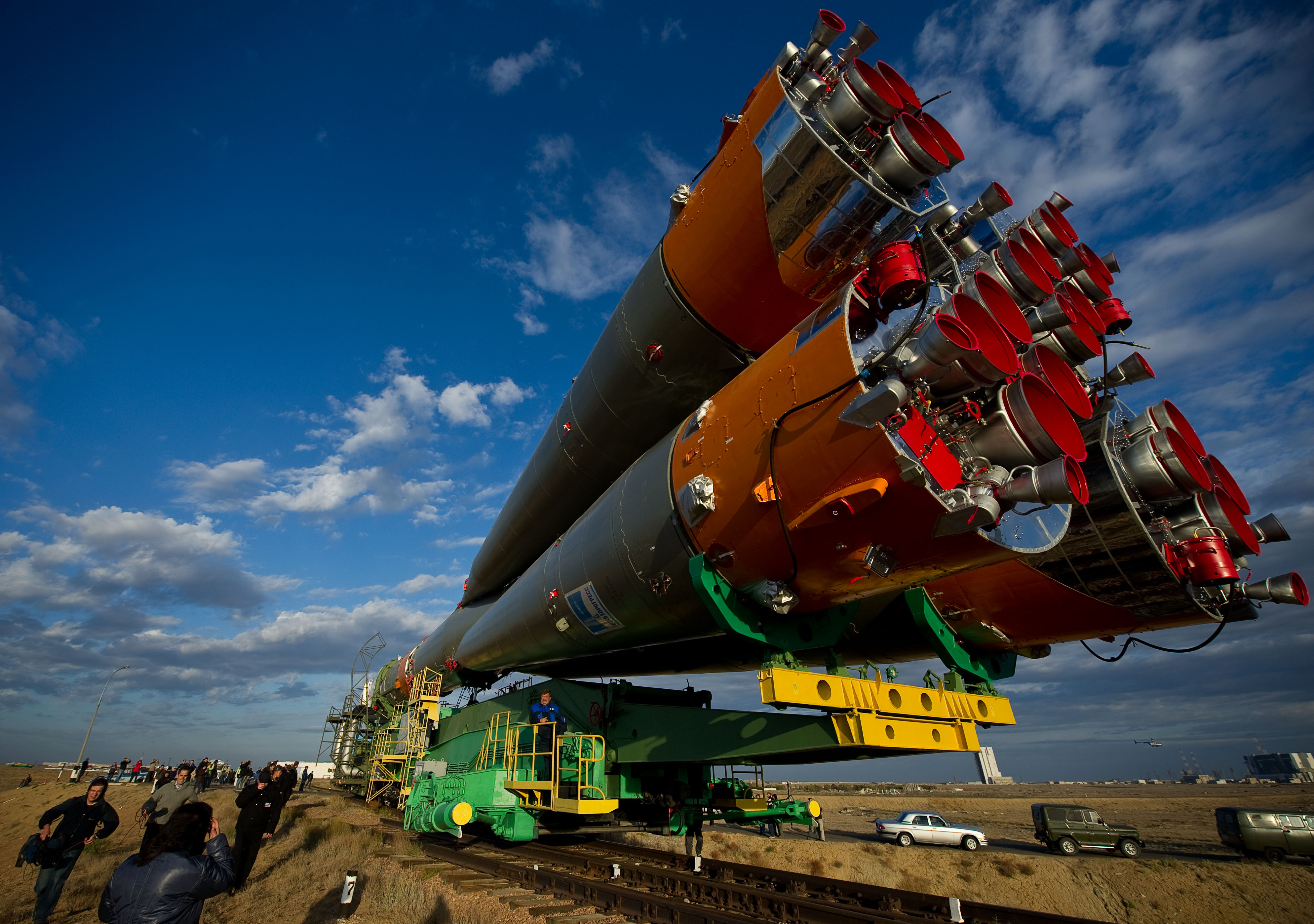
A Soyuz TMA-01M a caminho da plataforma de lançamento em Baikonur.
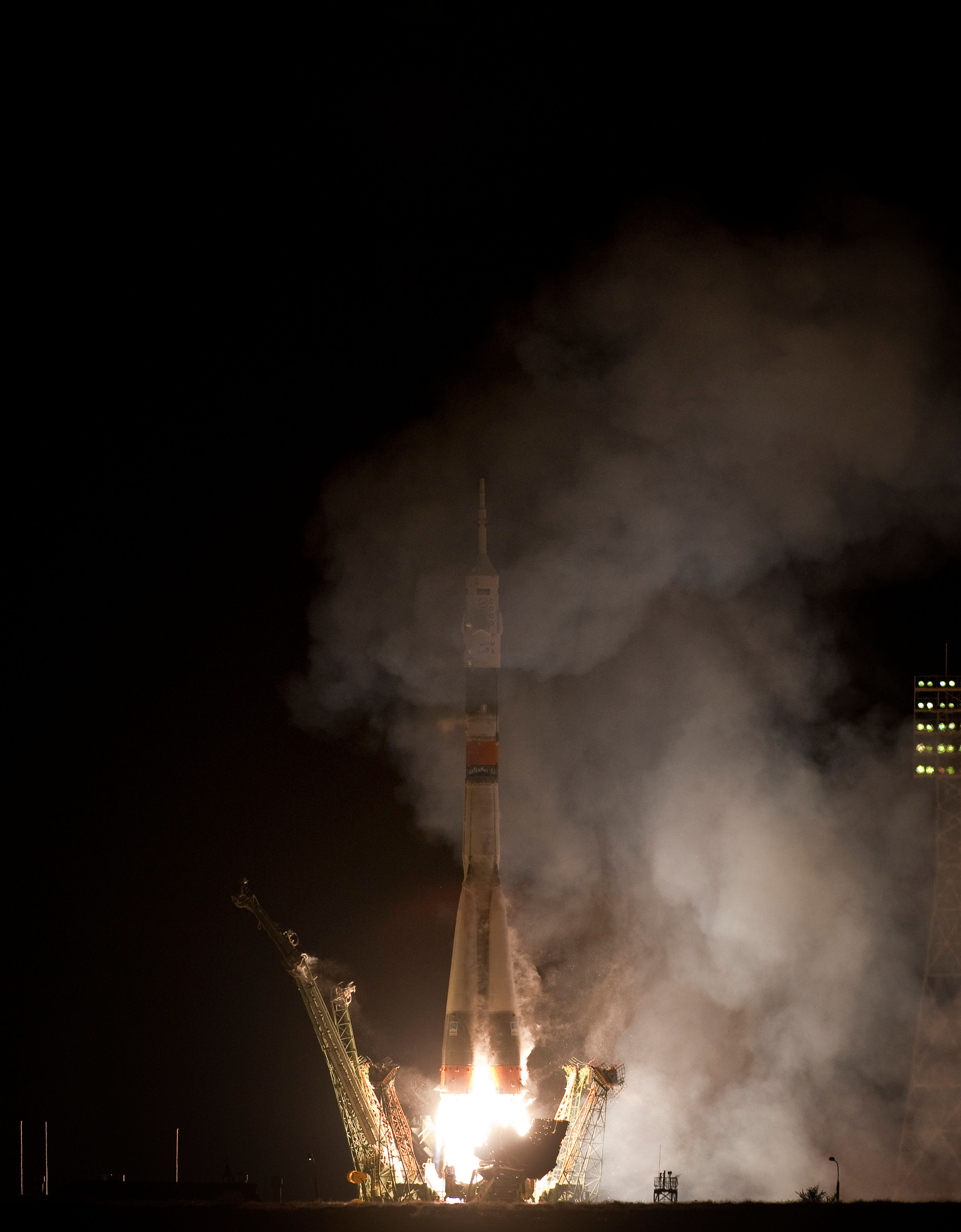
Lançamento da Soyuz TMA-01M.
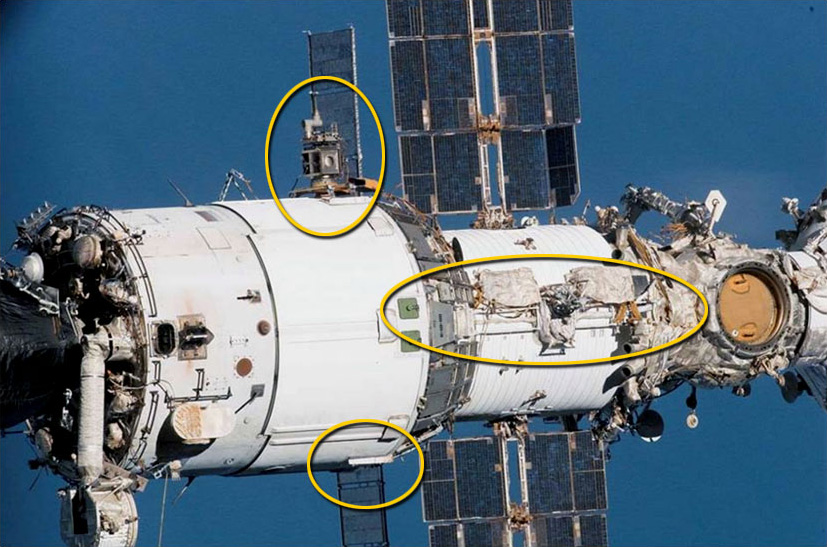
Nos círculos, as três áreas onde foram realizados os trabalhos externos.
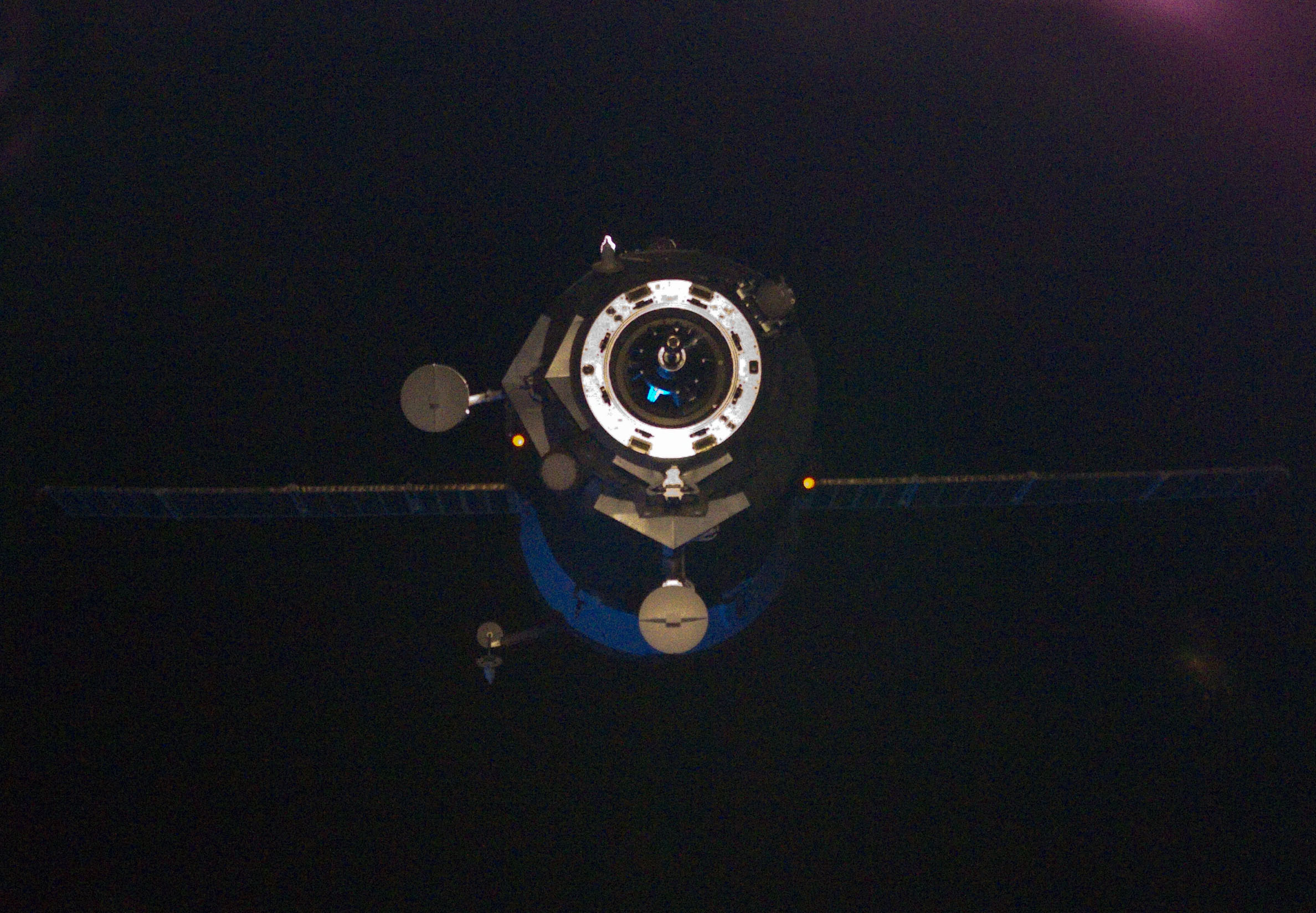
A nave não-tripulada Progress M-08M se aproxima da ISS. .
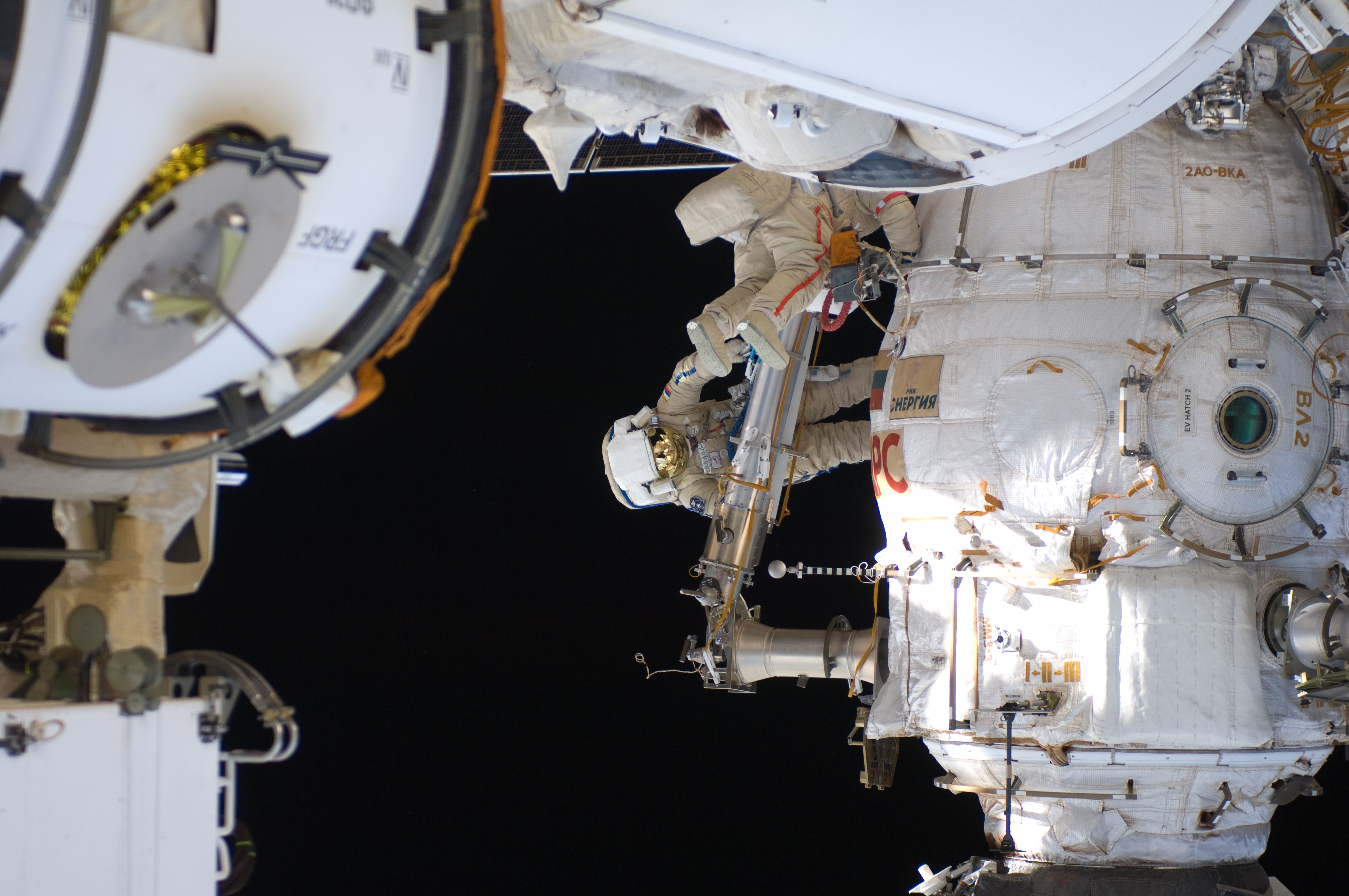
Os cosmonautas russos Fyodor Yurchikhin e Oleg Skripochka durante a caminhada espacial.